# Booth Theatre
Pour les articles homonymes, voir Booth.
Ne doit pas être confondu avec Booth's Theatre.
Le Booth Theatre est un théâtre de Broadway construit en 1913 et situé au 222 West 45th Street (George Abbott Way), dans le Theater District de Manhattan, à New York (États-Unis).

## Historique
Le lieu était le deuxième théâtre de New York à porter ce nom. Le premier, le Booth's Theatre, appartenait à l'origine à Edwin Booth et a été construit par le partenariat architectural Renwick & Sands entre 1867-1869 au coin de la 23e rue et de la 6e avenue.
Le bâtiment actuel, compte 766 siège et a été conçu par l'architecte Henry Beaumont Herts, tout comme le Shubert Theatre qui lui fait face, de l'autre côté de la Shubert Alley. Il a été inauguré le 16 octobre 1913 avec The Great Adventure d'Arnold Bennett. Le nom fait référence à l'acteur américain du XIXe siècle Edwin Booth, frère de John Wilkes Booth.
Le Booth Theatre est apparu dans l'épisode Posse Comitatus de la série télévisée À la Maison-Blanche.

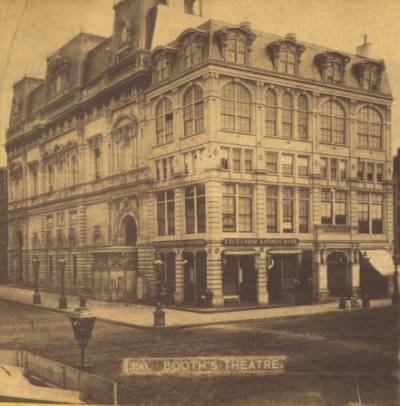
Le Booth Theatre originel, autour de 1880
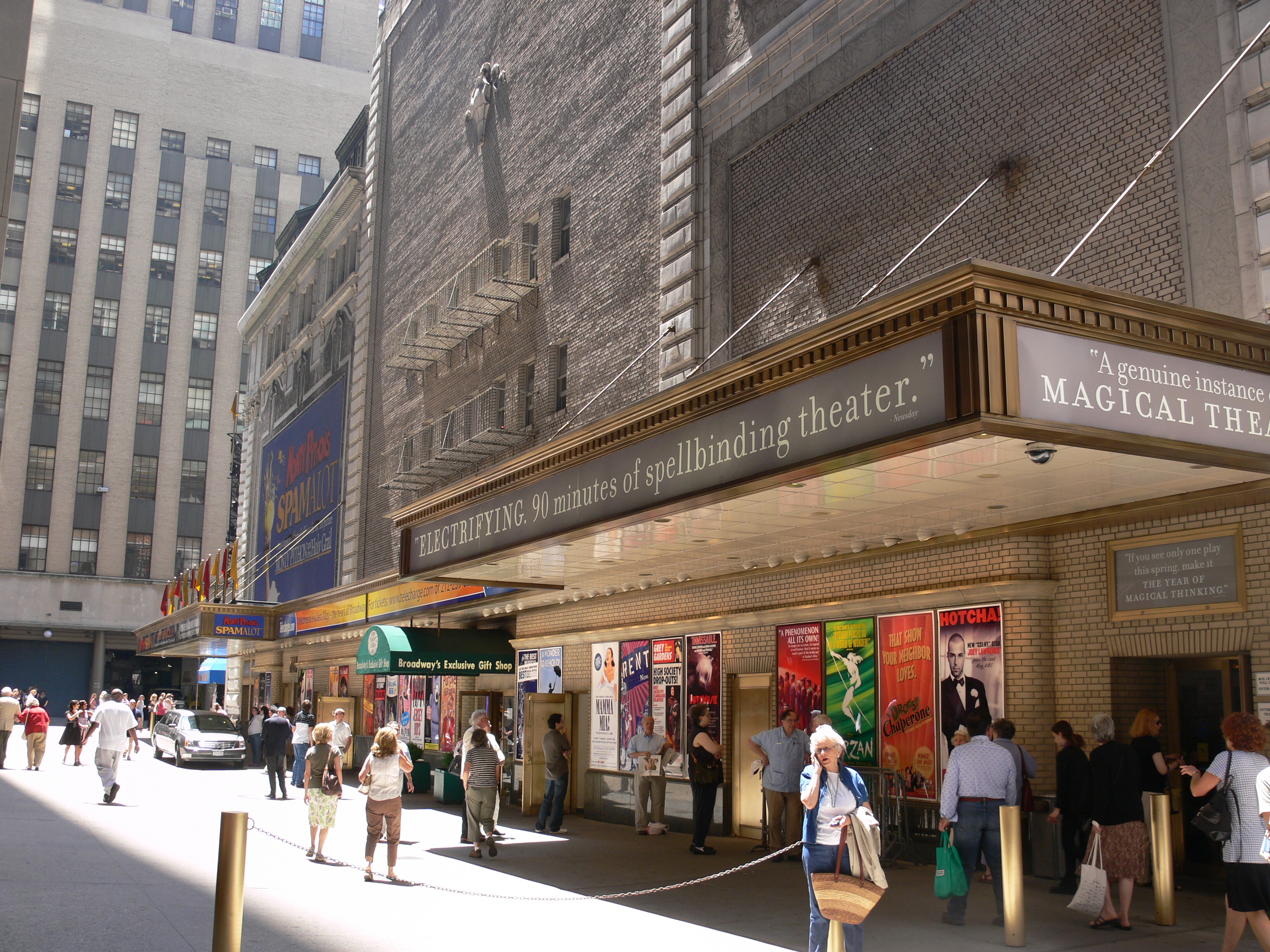
Le Booth Theatre (à droite) et le Shubert Theatre (à gauche)

## Productions notables
- 1915 : Our American Cousin
- 1932 : The Fatal Alibi
- 1936 : You Can't Take It With You
- 1939 : The Time of Your Life
- 1942 : Blithe Spirit
- 1947 : Un inspecteur vous demande
- 1950 : Come Back, Little Sheba
- 1954 : Dial M for Murder
- 1956 : The Matchmaker
- 1957 : Visit to a Small Planet
- 1958 : Two for the Seesaw
- 1961 : A Taste of Honey
- 1964 : Luv
- 1969 : Butterflies Are Free
- 1972 : That Championship Season
- 1974 : Bad Habits
- 1975 : Very Good Eddie
- 1976 : For Colored Girls Who Have Considered Suicide When the Rainbow Is Enuf
- 1979 : The Elephant Man
- 1984 : Sunday in the Park with George
- 1985 : I'm Not Rappaport
- 1989 : Shirley Valentine et Tru
- 1990 : Once on This Island
- 1999 : Dame Edna: The Royal Tour
- 2002 : Bea Arthur on Broadway
- 2005 : The Pillowman
- 2006 : Butley
- 2007 : The Year of Magical Thinking (avec Vanessa Redgrave), The Seafarer
- 2008 : Thurgood, Dividing The Estate
- 2009 : Next to Normal[1]
- 2011 : High'm, Other Desert Cities
- 2012 : Who's Afraid of Virginia Woolf?
- 2013 : I'll Eat You Last: A Chat with Sue Mengers, The Glass Menagerie
- 2014 : The Elephant Man avec Bradley Cooper
- 2015 : Hand to God
- 2016 : Hughie, An Act of God, Les Liaisons Dangereuses
- 2017 : Significant Other, Meteor Shower
- 2018 : The Boys in the Band, American Son
- 2019 : Gary: A Sequel to Titus Andronicus, Freestyle Love Supreme
- 2020 : Who's Afraid of Virginia Woolf?
- 2021 : Freestyle Love Supreme
- 2022 : For Colored Girls Who Have Considered Suicide / When the Rainbow Is Enuf
- 2022 : Kimberly Akimbo